# Route nationale 530
Pour les articles homonymes, voir Route 530.
La route nationale 530, ou RN 530, est une ancienne route nationale française reliant Le Clapier (commune d'Auris) à La Bérarde (commune de Saint-Christophe-en-Oisans).
À la suite de la réforme de 1972, elle a été déclassée en RD 530.

## Histoire
À sa création en 1933, la route nationale 530 est définie « du Bourg-d'Oisans à la Bérarde ». La section du Bourg-d'Oisans au Clapier était assurée par la route nationale 91.

## Ancien tracé du Clapier à la Bérarde (D 530)
- Le Clapier, commune d'Auris
- Vénosc
- Saint-Christophe-en-Oisans
- La Bérarde, commune de Saint-Christophe-en-Oisans